# Salah Bey
Salah Bey là một đô thị thuộc tỉnh Sétif, Algérie. Dân số thời điểm năm 2002 là 21.855 người.